# Shigeru Takahashi
Shigeru Takahashi, és un exfutbolista japonès.

## Selecció japonesa
Shigeru Takahashi va disputar 2 partits amb la selecció japonesa.